# Ландек (Войник)
Ландек (словен. Landek) — поселення в общині Войник, Савинський регіон, Словенія. 
Висота над рівнем моря: 358,8 м.